# Aïcha Mezemate
Pour les articles homonymes, voir Aïcha (homonymie).
Aïcha Mezemate, née le 6 juin 1991, est une joueuse algérienne de volley-ball, évoluant au poste central au Groupement sportif des pétroliers (volley-ball) (ex MCA),,.

## Parcours
club actuel : 
 Groupement sportif des pétroliers (volley-ball)
 club précédents : 
- Amiens Métropole Volley-Ball
- Nacéria Club Béjaïa
- Seddouk Béjaïa Volley-Ball